# Seweryn Jurgielaniec
Seweryn Leszek Jurgielaniec (ur. 16 czerwca 1938 w Grodnie, zm. 24 grudnia 2012 w Koszalinie) – polski polityk, lekarz, poseł na Sejm II i III kadencji.

## Życiorys
Syn Edwarda i Marii. W 1963 ukończył studia na Wydziale Lekarskim Akademii Medycznej w Łodzi, pracował jako lekarz. W latach 1974–1978 zasiadał w Miejskiej Radzie Narodowej w Białogardzie. Pełnił funkcję posła na Sejm II i III kadencji wybranego z listy Sojuszu Lewicy Demokratycznej w okręgu koszalińskim. W latach 2002–2006 zajmował stanowisko zastępcy głównego inspektora sanitarnego. Był także radnym powiatu białogardzkiego (w latach 2002–2006). Należał do SLD.
W 2005 otrzymał Krzyż Oficerski Orderu Odrodzenia Polski.
Pochowany na cmentarzu komunalnym w Koszalinie.